# Jaćkiwci
Jaćkiwci (ukr. Яцьківці) – wieś na Ukrainie, w obwodzie chmielnickim, w rejonie kamienieckim, w hromadzie Dunajowce. W 2001 liczyła 239 mieszkańców.